# Confédération des travailleurs du Honduras
La Confederación de Trabajadores de Honduras (CHT - Confédération des travailleurs du Honduras) est une confédération syndicale hondurienne fondée en 1964. Elle est affiliée à la Confédération syndicale internationale et à la Confédération syndicale des travailleurs et travailleuses des Amériques après avoir été affiliée à l'Organisation régionale interaméricaine des travailleurs.